# Wolf Kahn
Wolf Kahn (* 24. Oktober 1927 in Stuttgart; † 15. März 2020 in New York City) war ein deutsch-US-amerikanischer Maler, der für seine Verbindung von Realismus und Farbfeldmalerei bekannt ist.

## Leben
Wolf Kahn war der jüngere Bruder von Hans Peter Kahn. Er besuchte das Frankfurter Philanthropin. Im Juli 1939 wurde er mit einem Kindertransport nach England in Sicherheit gebracht. Er zog 1940 in die USA. 1945 absolvierte er die High School of Music & Art in New York und ging anschließend zur Marine. Im Rahmen der GI Bill studierte er bei dem bekannten Lehrer und Maler des Abstrakten Expressionismus Hans Hofmann, dessen Atelierassistent er später wurde. 1950 schrieb er sich an der University of Chicago ein. Sein Studium schloss er 1951 mit dem Bachelor of Arts ab.
Nachdem er sein Studium in nur einem Jahr absolviert hatte, beschloss Kahn, sich weiter ganz der Kunst zu widmen. Zusammen mit anderen ehemaligen Hofmann-Schülern gründete er die Hansa Gallery, eine Genossenschaftsgalerie, in der Kahn seine erste Einzelausstellung hatte. 1956 wechselte er zur Grace Borgenicht Gallery, wo er bis 1995 regelmäßig ausstellte. Kahn erhielt ein Fulbright-Stipendium, ein John Simon Guggenheim-Stipendium und einen Kunstpreis der Academy of Arts and Letters. 
Im Jahr 1956 heiratete er die Malerin Emily Mason. Wolf Kahn reiste viel und malte Landschaften in Ägypten, Griechenland, Hawaii, Italien, Kenia, Maine, Mexiko und New Mexico. Den Sommer und Herbst verbrachte er auf einer Farm in den Hügeln von Vermont, die er seit 1968 besaß. Das Paar hatte zwei Töchter, Cecily und Melany. Cecily Kahn ist ebenfalls Künstlerin und mit dem Maler David Kapp verheiratet. Wolf Kahn starb am 15. März 2020 im Alter von 92 Jahren in New York.

## Werk
Wolf Kahns Werk zeichnet sich durch eine einzigartige Mischung aus Realismus und Farbfeldmalerei aus. Kahn ist ein Künstler, der die Synthese verschiedener Kunstströmungen verkörpert: die moderne Abstraktion eines Hans Hofmann, die Palette eines Matisse, die ausgedehnten Farbfelder eines Rothko und die atmosphärischen Qualitäten des amerikanischen Impressionismus. Die Verschmelzung von Farbe, Spontaneität und Darstellung führte zu einem reichen und ausdrucksstarken Werk. Seine Landschaftsbilder sind bekannt für ihre leuchtenden Farben und die expressive Darstellung der Natur.
Wolf Kahns Werke sind in den Sammlungen zahlreicher Museen vertreten, darunter das Metropolitan Museum of Art, das Whitney Museum of American Art und das Museum of Modern Art in New York.